# Víktor Kupovets
Víktor Vladímirovich Kupovets –en ruso, Виктор Владимирович Куповец– (Rostov del Don, 29 de julio de 1960) es un deportista soviético que compitió en ciclismo en la modalidad de pista. Ganó una medalla de oro en el Campeonato Mundial de Ciclismo en Pista de 1983, en la prueba de persecución individual.

## Medallero internacional
| Campeonato Mundial | Campeonato Mundial | Campeonato Mundial | Campeonato Mundial         |
| Año                | Lugar              | Medalla            | Competición                |
| ------------------ | ------------------ | ------------------ | -------------------------- |
| 1983               | Zúrich ( Suiza)    | Medalla de oro     | Persecución individual (A) |